# Transistor NPN

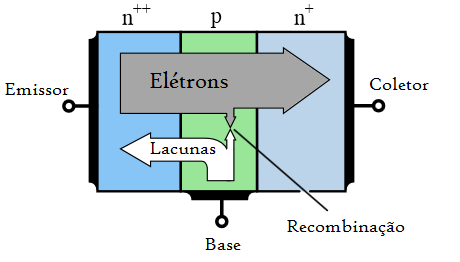
Esquema do Transistor NPN

O transistor NPN é formado por duas junções NP, na sequência NP-PN. Formado por três cristais de silício, sendo dois N e um P(NPN). A junção Emissor/Base é diretamente polarizada, a junção Base/Colector é inversamente polarizada. Ao polarizar diretamente a junção base/emissor do transistor um fluxo de elétrons é direcionado da região N para região P. 

## Polarização de um transistor NPN

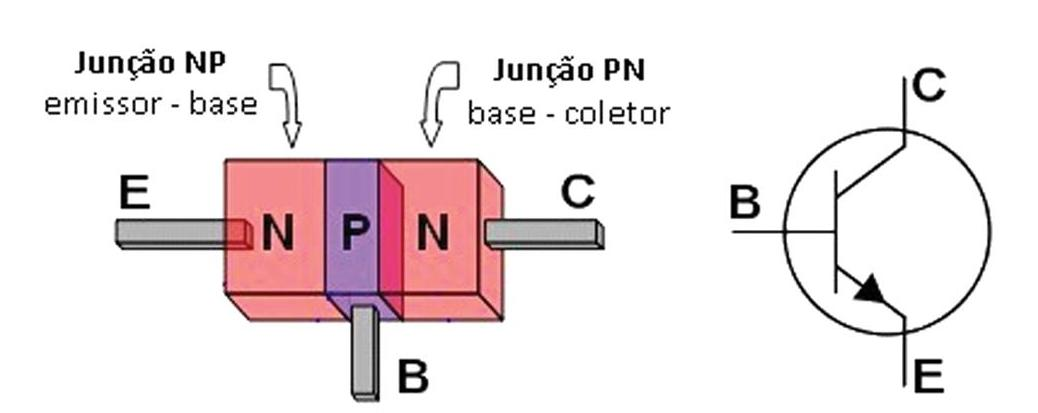
Junção NPN e simbologia do transistor.

Fica com tensão mais alta no coletor, média na base e mais baixa no emissor. A tensão é só um pouco maior que a do emissor (no máximo, 0,8 V a mais). 